# 須々万村
須々万村（すすまそん）は、山口県都濃郡にあった村。現在の周南市須々万本郷・須々万奥にあたる。

## 地理
- 山岳 ： 緑山
- 河川 ： 錦川

## 歴史
- 1889年（明治22年）4月1日 - 町村制の施行により、須々万本郷村・須々万奥村の区域をもって発足。
- 1954年（昭和29年）12月1日 - 中須村・長穂村と合併して都濃町が発足。同日須々万村廃止。